# Commission pontificale pour la protection des mineurs
La Commission pontificale pour la protection des mineurs (en italien :  Pontificia Commissione per la Tutela dei Minori) est une institution de l'Église catholique créée par le pape François le 22 mars 2014 pour la protection des mineurs. Elle est dirigée par Thibault Verny depuis le 5 juillet 2025.
Le 17 novembre 2014, le pape François complète la commission en nommant huit nouveaux membres, dont le père Hans Zollner.
Le 8 mai 2015 sont publiés les statuts provisoires de la commission par le cardinal secrétaire d'État Pietro Parolin par mandat pontifical. Les statuts composés de six articles définissent la nature de la commission et les méthodes de travail qu'elle devra utiliser, ils précisent en outre que la commission est composée au maximum de 18 personnes nommées pour trois ans et que leur travail est soumis au secret professionnel.
Du 24 au 27 mars 2017 a lieu l'Assemblée plénière. Au cours de celle-ci, la Commission pontificale pour la protection des mineurs renouvelle son engagement à « trouver de nouvelles voies pour s’assurer que son travail soit façonné et enrichi avec et par les victimes. »

## Organisation

### Présidents
- Sean O'Malley (2014-2025)[4]
- Thibault Verny (depuis 2025)[4]

### Secrétaires
- Oliver Robert (2014-2021)[5]
- Andrew Small, O.M.I. (2021-2024)[4]
- Luis Manuel Alí Herrera (de) (depuis 2024)[4]

## Annexe